# Heleen Nauwelaers
Heleen Nauwelaers (Duffel, 14 marzo 1996) è una cestista belga.

## Carriera
Con il Belgio ha disputato i Giochi olimpici di Tokyo 2020, i Campionati mondiali del 2018 e tre edizioni dei Campionati europei (2017, 2019, 2021).